# Музаффар-шах III
Шамсад-Дін Музаффар-шах III (*д/н — 24 грудня 1592) — останній султан Гуджарату в 1561—1573 і 1583—1584 роках.

## Життєпис
Про батьків є дисксії, можливо був сином Махмуд-шаха III. При народженні звався Натху, за деякими відомостями після смерті батька. Тому 1554 року влада перейшла до іншого представника династії — Ахмед-шаха III. 1561 року після повалення останнього візир Ітімад Хан поставив на трон Натху, що прийняв ім'я Музаффар-шах III.
Фактична влада належала Ітімад Хану, проти якого виступив феодал Муса Хан Фауладі, який втім зазнав поразки. Але той зберіг свій джаґір, де був незалежним володарем, як інші власники подібних джаґірів, які сформувалися за султана Ахмед-шаха III. Згодом Татар Хан Горі, власник Джунагада, та Сайїд Міран (син Сайїда Мубарака), власник Дхолки, доєднадися до Фауладі, власника Саураштри. Спроби їх приборкати загалом були невдалими. Коаліції власників джагірів створювалися й швидко розпадалися, коли один з них більше посилювався.
1566 року після смерті Муси Хана Фауладі його син Шер Хан уклав союз з Чангіз Ханом (сином імад-уль-мулька Румі), власником Бхаруча проти Ітімад Хана, після чого останньому було завдано поразки поблизу Ахмедабаду. Ітімад Хан разом з султаном втік до Модаси. Союзники розділили Гуджарат на 2 частини по річці Сабарматі (північніше — Шер Хану Фауладі, південніше — Чангіз Хану). Ітімад Хан в свою чергу звернувся по допомогу до хандеського султана Міран Мухаммад-шаха II, але той зазнав поразки від військ Чангіз Хана і Шер Хана. Султан разом з Ітімад Ханом мігрував з Модаси до Махмудабаду, потім до Дунгарпура. Невдовзі почалося напруження між Чангіз Ханом, що зайняв Ахмедабада, та Шер Ханом, який отаборився в Каді.
1571 року Чангіз Хан загинув внаслідок змови хабші (вояків-ефіопів) на чолі із Алаф-ханом і Біджлі-ханом. Цим скористався Міран Мухаммад-шах II, що захопив Бхаруч, Бароду і Мухамадабад. Шер Хан рушив на Ахмедабад. Але Алаф-хан здав місто Ітімад Хану, що повернувся до столиці з Музаффар-шахом III. В свою чергу Шер Хан взяв в облогу Ахмедабад, а на його бік перейшов Алаф-хан. За цих обставин Ітімад Хан звернувся по допомогу до могольського падишаха Акбара, який 1572 року рушив на Патан. Водночас Ібрагім Гусейн Мірза, намісник хандеського султана, виступив проти Шер Хана, якого змусив відступити. У липні 1572 року могольський війська зайняти Ахмедабад, невдовзі до них потрапив султан, який продовжив мати номінальний статус. Тепер від його імені діяв Акбар.
1573 року могольский падишах позбавив султана влади, утворивши Гуджаратську субу на чолі із Мірзою Азізом Кокалташем. До кінця року він переміг Ібрагім Гусейн Мірзу, що вимушен був тікати з країни. Також поразки зазнав Шер Хан, який визнав зверхність Акбара, але зберіг свій джаґір. За цим Музаффар-шаха III було відправлено до Агри.
1583 року колишній султан втік до Гуджарату, де почав повстання проти влади Великих Моголів. На його бік перейшла частина невдаволеної знаті. Також уся суба на той час поринула у постійні повстанні феодалів та селян. Тому невдовзі Музаффар-шах III зайняв Ахмедабад, де оголосив про відновлення султанату. Рештки могольських військ отаборилися в Патані. Біля Бхаруча султан завдав поразки могольскій армії на чолі із Мухаммад-ханом Атка. За цим відвоював Патан.
1584 року стикнувся з новою могольською армією на чолі із Абдул Рахім-ханом, але у битві біля Фатіхваді зазнав цілковитої поразки й відступив до Раджпіпли, переслідуваний гуджпутськими феодалами, що перейшли на бік Абдул Рахім-хана. Біля Раджпіпли зазнав нової поразки й відступив через Патану до Ідару. Зрештою знайшов прихисток в Джунагаді, де став збирати нове військо. Але під тиском моголів відступив на південь Катхіавару, де знову зазнав поразки. В подальшому постійно пересувався від міста о міста в регіоні Катч.
1591 року з новими силами увійшов до Саураштри, що спричинило нове антимогольське повстання. У запеклій битві на плато Бхучар Морі біля села Дрол Музаффар-шах III зазнав цілковитої поразки, втік до фортеці Джунагад, звідки перебрався південніше. Протягом 1592 року діяв в регіоні Катч, переслідуємий могольськими загонами. Зрештою схоплений Бхарамалджі I, одним з раджів в Катчі, але під час передачі колишнього султана моголам Музаффар-шах перерізав собі горло.